# Индустрија алкохолних пића
Индустрија алкохолних пића је грана прехрамбене индустрије која се бави прерадом воћа, житарица и винове лозе и производњом алкохолних пића. Ослања се на производе из воћарства, виноградарства и ратарства.
У Србији је ова грана добро развијена и можемо је поделити на следећи начин:
- производња пива и кваса
  - БИП, Пивара Челарево, Јагодинска пивара, Ваљевска пивара, Апатинска пивара, Пивара Вајферт, Пивара МБ и др.
- производња вина
  - Напив, Рубин Крушевац, Вршачки виногради, Подрум Палић, Винарија Чока и др.
- производња жестоких алкохолних пића (ракија, виски, вотка, вињак и др.)
  - Подрум Левач, Напив, Рубин Крушевац, Нектар, Симекс, Звечево и др.